# オトセン!
オトセン!は、TBSで2001年10月5日（4日深夜）から2002年9月27日（26日深夜）まで放送されていたバラエティ番組。
2002年4月5日（4日深夜）からは、『オトセンⅡ』と番組タイトルを変えて放送。

## 出演
- Coming Century
  - 森田剛
  - 三宅健
  - 岡田准一
- 川上まり（ナレーション、Iのみ）
- 本井えみ（ナレーション、IIのみ）

## スタッフ
- 構成：都築浩（Iのみ）、中野俊成、長谷川大雲（IIのみ）、渡辺勝彦（IIのみ）／おちまさと
- 音楽：武部聡志
- CAM：三好哲也、坂本将俊、山田洋和
- VE：善方光一
- EED：松沢章（Iのみ）、吉野洋一（IIのみ）
- MA：長谷川健次（Iのみ）、中村豪仁（IIのみ）
- 音効：國安啓・小沼圭（TSP）
- 美術制作：深山健太郎
- メイク：湯口佳奈子（hidden）
- スタイリスト：野原ちえこ
- 番宣：角口昌代
- AP：佐藤理恵
- ディレクター：松藤豪、狩野正明
- 演出：長尾真（Iのみ）
- プロデューサー：櫟本憲勝、山地孝英
- 技術協力：池田屋、IMAGICA（Iのみ）、TDKビデオセンター（IIのみ）
- 美術協力：アックス、東京美工
- 協力：ジャニーズ事務所
- 制作協力：G-yama
- 制作：TBSエンタテインメント（現：TBSテレビ）
- 製作著作：TBS

## 関連
- ラブセン!（2002年～2004年放送） - 『オトセン!』の後番組。
- ミミセン!（2001年放送）